# Telespånarna
Telespånarna var ett program i SR P4 under perioden 27 oktober 1996-5 februari 2006, som sändes på söndagar, där lyssnarna kunde ringa och skriva in med sina funderingar och få mer eller mindre seriösa svar från panelen. Panelen bestod av diverse kända personer, som varierade från vecka till vecka. Några exempel är  Lasse Eriksson, Stina Wollter, Claes Jansson och Totte Wallin. Programledare var (1996-2003) Thomas Artäng & Patrik Hagberg efter det var det  Christer Engqvist och Maria Freeney.

### Fotnoter
1. ↑  ”Svensk mediedatabas”. http://smdb.kb.se/catalog/search?q=Telesp%C3%A5narna+typ%3Aradio&sort=OLDEST. Läst 16 april 2011.